# Csermák Antal György

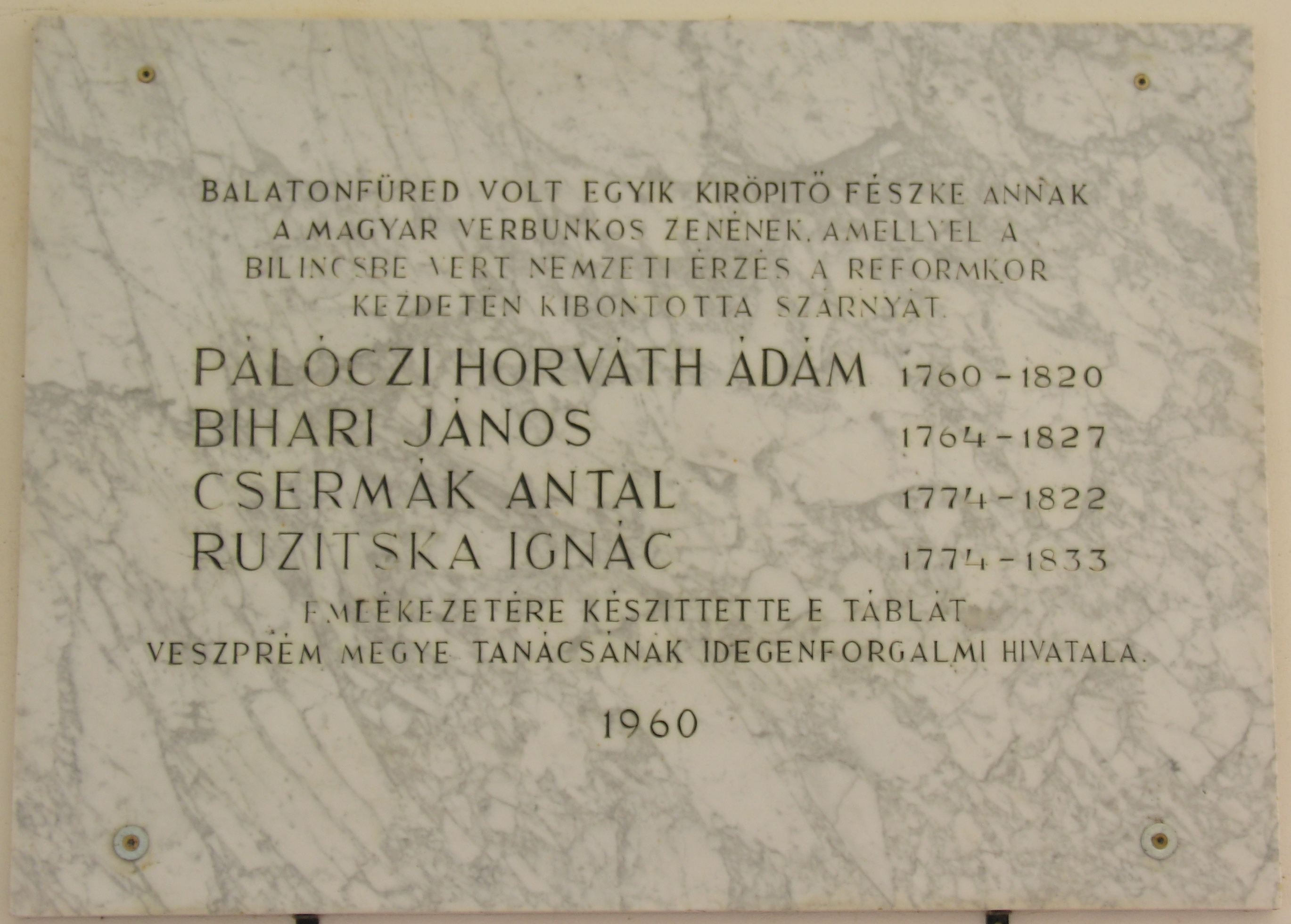
Pálóczi Horváth Ádám, Bihari János, Csermák Antal és Ruzitska Ignác emléktáblája Balatonfüreden

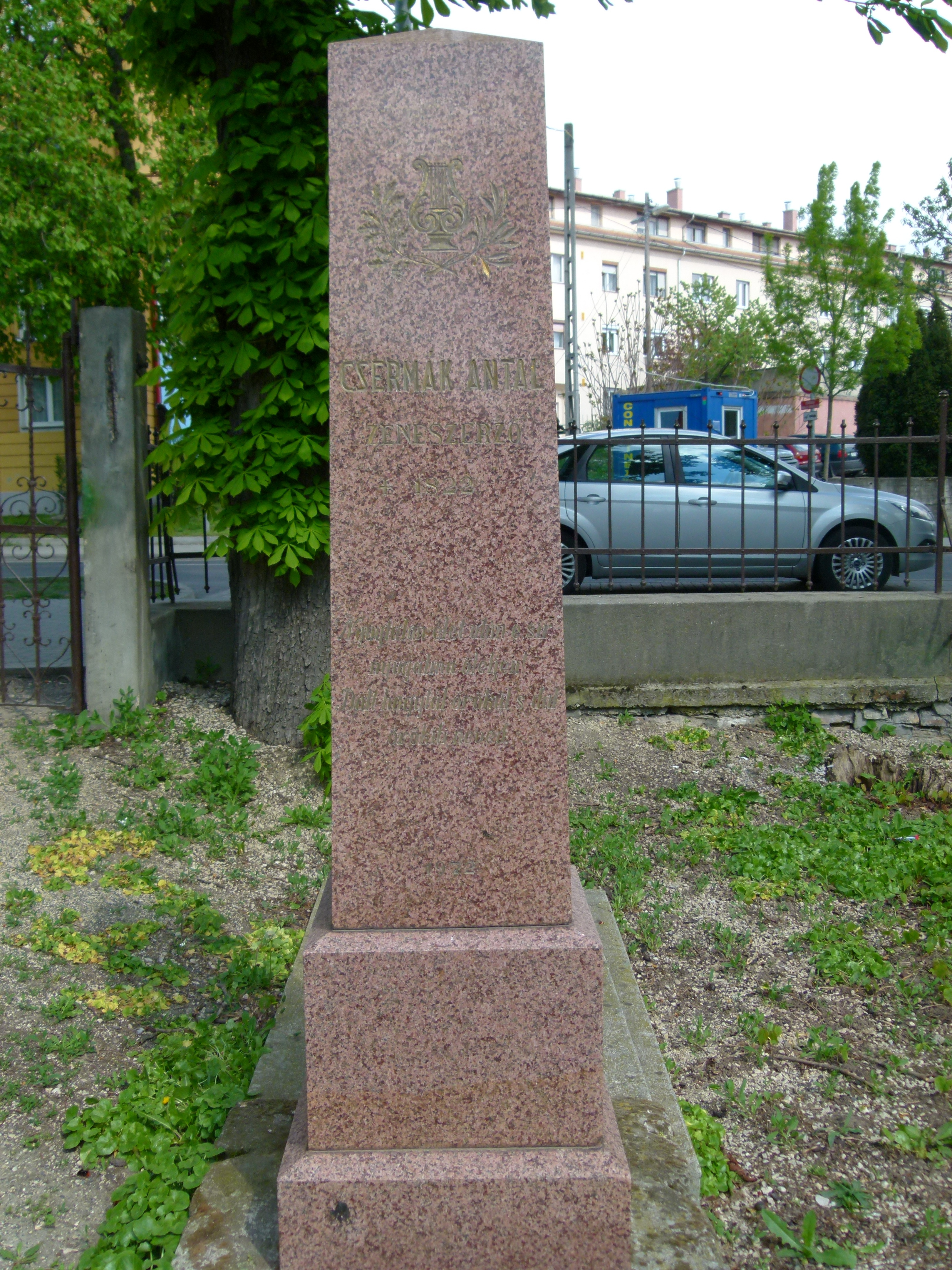
Csermák Antal sírja a veszprémi alsóvárosi temetőben

Csermák Antal György (Hradsin, Csehország, 1774 körül – Veszprém, 1822. október 25.) zeneszerző.

## Életrajza
Miként gyermekkorát, úgy fiatalságát is homály fedi. Egyes életrajzi források szerint 1790 körül Bécsben dolgozott hegedűtanárként, 1795-ben a pest-budai magyar nemzeti színtársulat első hegedűse volt. Abban az évben hangversenyt is rendezett a színházban. A következő évben megvált a színháztól – ezután egy-egy vendégszerető nemesi kúrián él hosszabb-rövidebb ideig.
A verbunkos zenét akkor szerette meg, amikor Gödöllőn Grassalkovich Antal vendégeként Bihari Jánost, a kor legendás, cigány származású magyar hegedűvirtuózát hallhatta játszani.
Talán a komédiáséletet élők hatására lett vándormuzsikussá, így bebarangolta az egész országot, a módosabb polgári házaktól a vidéki nemesi kastélyokig vitte el az akkoriban még politikai tartalmakat is hordozó vebunkost. A magyarhoni vándorlásokon kívül sokszor utazott külföldre szerepelni, néhányan azt is feltételezik, hogy Oroszországban is járt.
A vonószenekarra komponált Hat magyar táncot gróf Festetics Györgynek, kora jelentékeny tudomány- és művészetpártoló főurának ajánlotta a szerző. A mű keletkezésének ideje 1810-re tehető. Ennek a műnek egy részét játssza a veszprémi Tűztorony órája.
Veszprémbe 1818 után jutott el, ahol Ruzitska Ignác néhány táncot lejegyzett tőle, illetve ezeket később nyomtatott formában ki is adta.
Csermák Antal a maga idejében csekély visszhangot keltett; elfeledve, nyomorban halt meg Veszprémben 1822-ben.
A szakmai vélemények szerint Csermák Antal Bihari Jánossal és Lavotta Jánossal a verbunkos zene legjelentősebb képviselője. Külön érdeme, hogy megkísérelte a népi alapú muzsikát a kamaramuzsikálás és a programzene rangjára emelni. Úttörőnek számított abban a törekvésében, hogy az Európában bevett műzenei formába ültesse át a verbunkos muzsikát, annak tüzének megtartásával.
A Hasznos Mulatságok című lap 1828. február 28-ai számában Csermák Emléke címmel a következő cikk jelent meg:
„Csermák Antal jeles Hangművésznek eredeti Magyar Nótái nem tsak a két Magyar Haza, hanem a külföld előtt is ismeretesek. Ő a magyar Muzsikusoknak – és a mennyiben a Nemzeti Nótáknak a Nemzet Charakterére is befolyások vagyon, az egész Magyar  Nemzetnek tellyes ditsekedése lenne, ha mindenben, különösen az italban jobban magára vigyázni, s nagyobb mértéket tartani tudott volna… A Genienek gyengébb oldalára inkább fátyolt illő vetnünk, mint sem ezzel azt is a mi benne szép s nagy, eltakarnunk. Csermák Veszprémben igen nagy szegénységben s elhagyatott állapotban hala meg. Tisztelői utóbb négy esztendőkkel Sírja felett kőből Emlék-Oszlopot emeltetnek a Veszprémi Temetőben…”
Róla szól Sziklay Ferenc történeti regénye, a Hangzatka (1924).